# Кремпиці (Свентокшиське воєводство)
Кремпиці (пол. Krępice) — село в Польщі, у гміні Скальбмеж Казімерського повіту Свентокшиського воєводства.
Населення — 151 особа (2011).
У 1975-1998 роках село належало до Келецького воєводства.

## Демографія
Демографічна структура на день 31 березня 2011 року:
|          | Загалом | Допрацездатний вік | Працездатний вік | Постпрацездатний вік |
| -------- | ------- | ------------------ | ---------------- | -------------------- |
| Чоловіки | 73      | 11                 | 50               | 12                   |
| Жінки    | 78      | 18                 | 34               | 26                   |
| Разом    | 151     | 29                 | 84               | 38                   |